# Cherry BX-2
Le Brändli BX-2 Cherry est un avion biplace de construction amateur conçu par Max Brändli.

## Design et développement
La construction en bois et composite a la particularité, pour un avion de ce type, d'avoir un train rentrant et les ailes démontables en 10 minutes; il peut donc être transporté sur une remorque comme un planeur ou un ULM.
Il a fallu 5 500 heures et 3,5 ans à Max Brändli pour réaliser son avion.
Il peut être équipé d'un moteur de 65 à 100 ch, le plus souvent Continental, Rotax 912 ou celui de la moto BMW R1150GS, qui lui permet une vitesse de près de 220 km/h en palier.
En 2010, il y a plus de 100 Cherry BX-2 construits dans le monde.